# Henry Williams
Henry Williams (ur. 6 czerwca 1970 w Indianapolis, zm. 13 marca 2018) – amerykański koszykarz, reprezentant kraju, występujący na pozycji rzucającego obrońcy, brązowy medalista mistrzostw świata z 1990.
Zmarł 13 marca 2018 z powodu choroby nerek.

## Osiągnięcia
Na podstawie, o ile nie zaznaczono inaczej.
NCAA
- Uczestnik turnieju NCAA (1992)
- Mistrz turnieju konferencji Metro (1992)
- MVP turnieju konferencji Metro NCAA (1992)
- Zaliczony do I składu konferencji All-Metro (1992)
- Drużyna Charlotte 49ers zastrzegła należący do niego numer 34

Drużynowe
- Mistrz:
  - Pucharu Saporty (1999)
  - Włoch (1997)
- Wicemistrz Włoch (1999)
- Zdobywca superpucharu Włoch (1997)
- Finalista:
  - pucharu Włoch (1994, 1998)
  - superpucharu Włoch (1995)

Indywidualne
- MVP:
  - finałów pucharu Saporty (1999)
  - ligi włoskiej (1996)
- Zwycięzca konkursu rzutów za 3 punkty ligi włoskiej (1998)
- Lider strzelców finałów pucharu Saporty (1999)

Reprezentacja
- Wicemistrz igrzysk dobrej woli (1990)[4]
- Brązowy medalista mistrzostw świata (1990)[5]